# 高岡市立千鳥丘小学校
高岡市立千鳥丘小学校（たかおかしりつ ちどりがおかしょうがっこう）は富山県高岡市にあった公立小学校。2023年度をもって閉校し、五位小学校（旧東五位小学校、石堤小学校）と統合され新「高岡市立五位小学校」となった。

## 沿革
出典は個別に提示されたものを除き、右記のものを使用する。
- 1965年4月1日 - 高岡市立立野小学校と高岡市立小勢小学校が統合し、高岡市立千鳥丘小学校となる[5]（高岡市内では初の統合校）。旧小学校は教場となる。
- 1966年9月1日 - 新校舎の本館が完成。これにより各教場が廃止される。
- 1967年
  - 6月10日 - 題名『協力』の児童像除幕式を挙行。
  - 10月 - 校章を制定。
- 1968年
  - 1月1日 - 校旗樹立式。
  - 3月 - 校歌を制定。
  - 3月2日 - 小学校の落成式を挙行（校地面積14,879 m2、校舎面積2,762 m2、屋内体育館520 m2）。
- 2024年3月 - 閉校（同年3月23日に閉校式を挙行）[6]。